# Parigi-Troyes 2017
La Parigi-Troyes 2017, cinquantanovesima edizione della corsa, valida come evento dell'UCI Europe Tour 2017 categoria 1.2, si svolse il 12 marzo 2017 su un percorso totale di circa 179,3 km, con partenza da Nogent ed arrivo a Troyes. Fu vinta dal francese Yannis Yssaad che terminò la gara in 4h21'12", alla media di 42,63 km/h, davanti all'altro francese Thomas Boudat e al belga Bert Van Lerberghe.
Al traguardo 140 ciclisti, su 179 partiti, portarono a termine la competizione.

## Ordine d'arrivo (Top 10)
| Pos. | Corridore          | Squadra       | Tempo    |
| ---- | ------------------ | ------------- | -------- |
| 1    | Yannis Yssaad      | Armée de T.   | 4h21'12" |
| 2    | Thomas Boudat      | Direct É.     | s.t.     |
| 3    | Bert Van Lerberghe | Sport Vlader. | s.t.     |
| 4    | Roy Jans           | WB Verancl.   | s.t.     |
| 5    | Jérémy Leveau      | Roubaix-LM    | s.t.     |
| 6    | Justin Jules       | WB Verancl.   | s.t.     |
| 7    | Damien Touzé       | Auber         | s.t.     |
| 8    | Maxime De Poorter  | EFC-L&R       | s.t.     |
| 9    | Anders Skaarseth   | Joker Icopal  | s.t.     |
| 10   | Emiel Vermeulen    | Roubaix-LM    | s.t.     |